# Entrance Island (Queensland)
Entrance Island, auch Zuna genannt, ist eine unbewohnte Insel im Archipel der Torres-Strait-Inseln des australischen Bundesstaats Queensland. Sie liegt im Südosten der Thursday-Inseln, knapp einen Kilometer östlich von Prince of Wales Island.
Die Insel ist etwa 3,3 Kilometer lang und 1,7 Kilometer breit. Verwaltungstechnisch gehört sie zu den Inner Islands, der südlichsten Inselregion im Verwaltungsbezirk Torres Shire.